# 科米舒瓦特卡
46°42′31″N 36°17′27″E / 46.70861°N 36.29083°E
科米舒瓦特卡（烏克蘭語：Комишуватка）是位於烏克蘭東南部的村莊，由扎波羅熱州別爾江斯克區的普里莫爾斯克市鎮負責管轄。該村面積0.9平方公里，海拔高度7米，2001年人口526，人口密度每平方公里582.5人。